# Ватуля Олексій Михайлович
Олексій Михайлович Ватуля (нар. 2 (14) серпня 1891, Трубайці — 20 травня 1955, Київ) — український актор, народний артист УРСР (1940), один із засновників Молодого театру (Київ).

## Біографія
Народився 14 серпня 1891 року в селі Трубайцях (тепер Хорольського району Полтавської області) у багатодітній родині Михайла Степановича та Ганни Олексіївни Ватулі. Був восьмою дитиною у родині. У 1906 році закінчив Хорольське міське трикласне училище. У п'ятнадцятирічному віці він залишив батьківську оселю і переїхав до старшого брата, що працював слюсарем на залізничній станції Калачевське Криворізького басейну. Там Олекса вивчився на телеграфіста. Восени 1907 року став працювати телеграфістом на станції Бородянка під Києвом. У 1908 році Олексу Ватулю перевели телеграфістом до Києва, де містилося управління Південно-Західної залізниці.
У 1913–1916 роках навчався у Київській музично-драматичній школі імені М. Лисенка. Під час навчання взяв участь у постановці учнівської вистави «Лілія» Альфонса Доде. За свій перший акторський дебют отримав нищівну рецензію. Але роль Несчасливцева в наступній учнівській виставі «Ліс» О. Островського, навпаки отримала схвальні відгуки. Молодому актору пророкували величне театральне майбутрнє.
Восени 1917 року актор приєднується до театральної молоді, яка у 1916 році заснувала на чолі з Лесем Курбасом Молодий театр. Він стає професійним актором. У Молодому театрі під керівництвом Леся Курбаса актор брав участь у постановці вистав з основного репертуару. Олексій Ватуля вважається одним із засновників Молодого театру. У 1920 році він приєднався до групи акторів, у яку входили Г. Юрою, А. Бучма, А. Рубчаківна, Ю. О. Юрський, П. Самійленко, Ф. Барвінська, та інші. Ці актори створили мистецький колектив, якому було надано ім'я І. Франка. Таким чином став одним із засновників Київського українського драматичного театру ім. І. Франка, у якому працював у 1920–1955 роках. У 1923 році трупа театру імені І. Франка гастролювала на Донбасі. Поблизу міста Горлівка у лісовому масиві трупа здійснила постановку «Лісової пісні» Лесі Українки. В той час франківці часто влаштовували вистави безпосередньо на заводах, шахтах, інших трудових колективах. У 1926 році театр гастролював у Москві.
У 1936 році Олексію Михайловичу було присвоєно звання Заслуженого діяча мистецтв УРСР, а в 1940 році — звання народного артиста УРСР.
З 1941 по 1944 рік актор перебував з театром в евакуації. Спочатку в Казахстані, а потім — в столиці Узбекистану Ташкенті. Склад театру виїздив з театральними постановками на Піденно-Західний фронт та Другий Український фронт. Під час радянсько-німецької війни виступав з читанням творів Шевченка. Влітку 1944 з колективом Театру імені І. Франка повернувся до Києва.
Член ВКП (б) з 1945 року.

Могила Олексія Ватулі

У Києві мешкав у будинку письменників Роліті. Помер 20 травня 1955 року. Похований в Києві на Байковому кладовищі.

## Творчість
Створив образи Гонти в «Гайдамаках» за Шевченком (1921, інсценізація й постановка Гната Юри, 1925, інсценізація Леся Курбаса — у власній постановці) та Яна Гуса («Єретик», 1920, інсценізація і постановка Гната Юри); обидві ролі — в Українському драматичному театрі імені Івана Франка.

## Репертуарний список ролей
- 1916 — Несчасливцев. «Ліс» О. Островського
- 15.10.1917 — Шигорський. «Молодість» М. Гальбе. Режисер Л. Курбас.
- 05.02.1920 — Михайло. «Суєта» І. Карпенка-Карого. Режисер Г. Юра, художник М. Драк.
- 28.02.1920 — Капеллан. «Молодість» М. Гальбе Режисер Г. Юра, художник М. Драк.
- 10.03.1920 — Гус. «Іван Гус» (за поемою Т. Шевченка «Єретик»). Інсценізація і постановка Г. Юри, художник М. Драк.
- 16.03.1920 — Генріх. «Затоплений дзвін» Г. Гауштмана. Режисер Г. Юра, художник М. Драк.
- квітень 1920 — Альмавіва. «Весілля Фігаро» П. Бомарше. Режисер Г. Юра, художник М. Драк, композитор Б. Крижанівський, хореограф А. Бучма.
- 06.09.1920 — Актор. «На дні» М. Горького. Режисер Г. Юра, художник М. Драк.
- 14.10.1920 — Городничий. «Ревізор» М. Гоголя. Режисер С. Семдор, художник М. Драк.
- 03.12.1920 — Житейське море І. Карпенка-Карого. Режисер Г. Юра, художник М. Драк.
- 28.12.1920 — Куно. «Йола» Ю. Жулавського. Режисер Г. Юра, художник Й. Шпінель.
- 01.02.1921 — Акоста. «Уріель Акоста» К. Гуцкова. Режисер С. Семдор, художник Й. Шпінель.
- 02.031921 — Гонта. «Гайдамаки» за Т. Шевченком. Інсценізація і постановка Г. Юри, художник М. Драк.
- 10.03.1921 — Симоне Джессо. «Герцогиня Падуанська» О. Уайльда. Режисер Г. Юра, художник Ю. Магнер.
- жовтень 1921 — Едіп. «Цар Едіп» Софокла. Режисер Г. Юра, художник Ю. Магнер.
- листопад 1922 — Лісовик. «Лісова пісня» Лесі Українки. Режисер Є. Коханенко, художник М. Драк.
- 07.11.1923 — Буген. «Буген Нещасний» Е. Толлера. Режисер Г. Юра, художник Ю. Магнер, композитор Б. Янвський.
- 09.11.1924 — Іван Стоножа. «97» М. Куліша. Режисер Г. Юра, художник М. Драк.
- 20.02.1925 — Релфус. «Моб» (за Е. Сінклером). Режисер Б. Глаголін, художник О. Хвостов, композитор Н. Пруслін.
- 02.04.1926 — Грандель. «Гендлярі славою» М. Паньйоля, П. Нівуа. Режисер Г. Юра, художник А. Петрицький.
- 08.04.1926 — Абдулін. «Ревізор» М. Гоголя. Режисер В. Василько, художник М. Драк.
- 11.11.1927 — Лакей. «Республіка на колесах» Я. Мамонтова. Державний український Червонозаводський театр (Харків).
- 15.11.1927 — Кабот. «Любов під берестами» Ю.О'Нейла. Державний український Червонозаводський театр (Харків).
- 05.01.1928 — Девідсон. «Седі» С. Моема, Д. Колтона Державний український Червонозаводський театр (Харків).
- 1927—1928 — Пан. Фільм «Кіра Кіраліна». Постановка Б. Глаголіна.
- 18.11.1928 — Годун. «Розлом» Б. Лавреньова. Державний український Червонозаводський театр (Харків).
- 20.10.1929 — Дудар. «Диктатор» І. Микитенка. Режисер Г. Юра, художник Г. Цапок, композитор Н. Пруслін.
- 21.03.1930 — Артем «Кам'яний острів» О. Корнійчука. Режисер Г. Юра, художник М. Драк, композитор Н. Пруслін.
- 01.10.1930 — Терень Крижень. «Кадри» І. Микитенка.
- 12.05.1932 — Кришка. «Плацдарм» М. Ірчана. Режисер Г. Юра, художник Б. Волков, композитор Н. Пруслін.
- 11.10.1932 — Лотоцький. «Дівчата нашої країни» І Микитенка. Режисер Г. Юра, художник Б. Ердман, композитор Н. Пруслін.
- 27.11.1933 — Гайдай. «Загибель ескадри» О. Корнійчука. Режисер Г. Юра, художник М. Драк, М. Уманський, композитор Н. Пруслін.
- 05.03.1934 — Мішель. «Інтервенція» Л. Славіна. Постановка О. Ватулі і О. Юри-Юрського, художник М. Драк, М. Уманський, композитор Н. Пруслін, хореограф М. Форрегер.
- 16.10.1934 — Карфункель. «Майстри часу» І. Кочерги. Режисер Г. Юра, художник Б. Ердман, композитор Н. Пруслін.
- 20.12.1934 — Брест. «Платон Кречет О. Корнійчука. Режисер К. Кошевський», художник І. Федотов, композитор Н. Пруслін.
- 26.04.1935 — Бережний. «Соло на флейті» І. Микитенка. Режисер Г. Юра, художник Б. Ердман, композитор Н. Пруслін.
- 20.10.1935 — Некутний. «Початок життя» Л. Первомайського. Режисер К. Кошевський.
- 28.04.1936 — Михайло. «Суєта» І. Карпенка-Карого. Режисер М. Терещенко, художник В. Борисовець.
- 01.10.1936 — Філіпп ІІ. «Дон Карлос» Ф. Шіллера. Режисер Г. Юра, художник А. Петрицький, композитор Н. Пруслін.
- 19.01.1937 — Роман Круча. «Банкір» О. Корнійчука. Режисер Г. Юра, художник П. Злочевський, композитор Н. Пруслін.
- 22.11.1937 — Пимен. «Борис Годунов» О. Пушкіна. Режисер Б. Сушкевич, художник Г. Руді, композитор Ю. Шапорін.
- 15.05.1937 — Яків. «Останні» М. Горького. Режисер К. Кошевський, художник Г. Руді, композитор Н. Пруслін.
- 01.03.1938 — Хома. «Маруся Шурай» І. Микитенко. 1938 р.. Режисер М. Терещенко, художник А. Петрицький, композитор М. Вериківський.
- 05.10.1938 — Йосип. «Ревізор» М. Гоголя. Режисер В. Вільнер, художник Б. Ердман, композитор Н. Пруслін.
- 1939 — Мазепа. Фільм «Петро І». Постановка Н. Петрова (11 серія).
- 10.03.1939 — Максим Кривоніс. Богдан Хмельницький. «Богдан Хмельницький» О. Корнійчука. Режисер Г. Юра, художник А. Петрицький, композитор Л. Ревуцький.
- 01.12.1939 — Прибитков. «Остання жертва» О. Островського. Режисер В. Вільнер, художник Б. Ердман, композитор Н. Пруслін.
- 17.03.1941 — Дон Педро. «Багато галасу даремно» В. Шекспіра. Режисер В. Вільнер, художник Б. Ердман, композитор К. Данькевич, хореограф Н. Шуварська.
- 17.03.1942 — Хома Кичатий. «Назар Стодоля» Т. Шевченка. Постановка А. Бучми, художник М. Драк, композитори П. Ніщинський, Н. Пруслін.
- 05.11.1942 — Горлов. «Фронт» О. Корнійчука. Режисер Г. Юра, художник М. Драк.
- 20.01.1943 — Васін. «Руські люди» К. Симонова. Режисер К. Кошевський, художник М. Уманський, композитор Н. Пруслін.
- липень 1945 — Ігнат Несогласний. Фільм «Нескорені». Постановник і режисер М. Донський.
- 09.01.1946 — Артур Берлінг. «Він прийшов» Д. Б. Прістлі. Режисер В. Гаккебуш, художник Б. Ердман.
- 26.12.1946 — Виноградов. «Переможці» Б. Чирскова. Режисер Г. Юра, художник М. Уманський, композитор В. Рождественський.
- 29.06.1947 — Матвій Шульга. «Молода гвардія» (за О. Фадеєвим), інсценізація М. Охлопкова. Режисер Б. Норд, художник М. Уманський, композитор Ю. Мейтус.
- 18.01.1948 — Берест. «Платон Кречет» О. Корнійчука. Постановка К. Кошевського, А. Бучми, художник М. Драч, композитор Н. Пруслін.
- 13.04.1948 — Дудукін. «Без вини винуваті» О. Островського. Режисер Б. Норд, художник М. Сапєгін, композитор В. Рождественський, хореограф Н. Шуварська.
- 12.06.1948 — Хмара. «Макар Діброва» О. Корнійчука. Режисери Г. Юра, Б. Норд, художник А. Петрицький,
- 23.10.1948 — Михайло. «Житейське море» І. Карпенка-Карого. Режисер Г. Юра, художник М. Драк.
- 06.11.1948 — Батурін. «По той бік» А. Багрянова. Режисер Б. Норд, художник Л. Альшанський, композитор В. Рождественський, хореограф Б. Таіров.
- 16.06.1949 — Джемс Уорфілд. «Фатальна спадщина» Л. Шейніна. Режисер В. Неллі.
- 18.05.1949 — Бірич. «Змова приречених» М. Вірти. Режисер Б. Норд, художник О Бобровников, композитор В. Рождественський.
- 18.10.1949 — Пешек. «Юліус Фучік» Ю. Буряківського. Режисер Б. Норд, художник О. Бобровников, композитор В. Рождественський.
- 06.11.1949 — Полковник. «Професор Буйко» Я. Баша. Режисер Б. Балабан, художник М. Духновський, композитор В. Рождественський.
- 05.01.1950 — Генрі Стоун. «За горизонтом» І. Гайдаєнка, І. Беркуна. Режисер Б. Норд, художник Л. Писаренко композитор В. Рождественський, хореограф Б. Таїров.
- 15.03.1950 — Покорський. «Молодість» Л. Зорін. Режисер Ш. Варшавер, художник О. Бобровников.
- 02.07.1951 — Серенсон. «На грані ночі і дня» А. Якобсона. Режисер В. Вільнер, художник М. Духновський, композитор В. Рождественський.
- 27.12.1951 — Буткевич. «Незабутній 1919-й» Вс. Вишневського. Режисер Г. Юра, художник В. Кривошеїна, композитор В. Рождественський.
- 17.02.1952 — Роджерс. «Звичайна справа» А. Тарна. Режисер Б. Балабан, художник Б. Нємечек.
- 03.03.1952 — Осип. «Ревізор» М. Гоголя. Режисер Г. Юра, художник В. Борисовець.
- 24.05.1952 — Павлин. «Єгор Буоичов та інші» М. Горького. Режисер М. Крушельницький, художник В. Меллер.
- 19.12.1952 — Стессель. «Порт-Артур» І. Попова та О. Степанова. Режисер Г. Юра, художник Є. Шабліовський, композитор В. Рождественський. хореограф Б. Таіров.

## Нагороди
Нагороджений орденами Трудового Червоного Прапора, «Знак Пошани».